# Bad Sülze
Bad Sülze este un oraș din landul Mecklenburg-Pomerania Inferioară, Germania.